# Miss Danmark 2017
Finalen for Miss Danmark 2017 blev afholdt 23. september i Azuray møde & eventcenter i Skovlunde. Vinderen af ‘Miss Danmark 2017’-titlen blev 20-årige Amanda Petri fra Gentofte. Arkiveret 12. juli 2019 hos  Wayback Machine
Herunder ses resultatet:

## TOP 5
MISS DENMARK® 2017: Amanda Petri
MISS DENMARK® 2017 1ST RUNNER-UP: Shania Iversen
MISS DENMARK® 2ND RUNNER-UP: Simone Gadegaard Andersen
MISS DENMARK® 3RD RUNNER-UP: Mille Malihini Jul
MISS DENMARK® 4TH RUNNER-UP: Sabrina Jovanovic

## TOP 15 (I tilfældig rækkefølge)
Cecilie Dissing
Josephine Mikkonen Sørensen
Astrið Foldarskarð
Anna Diekelmann
Cecilie Kaas
Madeline Ellegaard
Sophie Fournais
Tanja Hansen
Alicia Gravgård Yahiya
Monique Mechlenburg

## Miss denmark 2017 special awards
Miss Sports – Simone Gadegaard Andersen
Miss Talent – Amanda Petri
Miss Beauty With a Purpose – Anna Diekelmann
Miss Multi-Media – Cecilie Dissing
Miss Beach Beauty – Madeline Ellegaard
Miss Top Model – Mille Malihini Jul
Miss Congeniality – Sabrina Jovanovic
Best National Costume – Shania Iversen
Miss Photogenic: Astrið Foldarskarð
Miss Her&Nu: (Readers’ favorite) Astrið Foldarskarð Arkiveret 24. maj 2019 hos  Wayback Machine

## Internationale konkurrencer
Af de 30 konkurrerende piger fra Class of 2017 blev følgende sendt til internationale konkurrencer:
| Konkurrence                                                              | Deltager                    | Land                 | Dato                           | Resultat                                    | Andet                                              |
| ------------------------------------------------------------------------ | --------------------------- | -------------------- | ------------------------------ | ------------------------------------------- | -------------------------------------------------- |
| Miss World, Denmark 2017                                                 | Amanda Petri                | Kina                 | Finale 18. november 2017       | Uplaceret                                   | 2 fast track finaler: Top 19: Talent Top 24: sport |
| Miss Global Beatuty Queen, Denmark 2017                                  | Josephine Mikkonen Sørensen | Seul, Korea          | 3.-22. oktober 2017            | Uplaceret                                   | -                                                  |
| Miss Earth, Denmark 2017 Arkiveret 24. december 2019 hos Wayback Machine | Sabrina Jovanovic           | Manila, Filippinerne | 28. oktober - 8. november 2016 | Top 30                                      | -                                                  |
| Miss Europe Continental, Denmark 2017                                    | Cecilie Dissing             | Italien              | 22-25. nov. 2017               | Top 20                                      | -                                                  |
| Miss WM, Denmark 2018                                                    | Amanda Petri                | Tyskland             | 5-11. juni 2018                | 2nd ru (3. plads)                           | -                                                  |
| Miss World Beauty Queen, Denmark 2018                                    | Mille Malihini Jul          | Korea                | 17. juli 2018                  | Top 13                                      | Miss Personality Miss Talent                       |
| Supermodel International, Denmark 2018                                   | Sophie Fournais             | Bankok, Thailand     | 7.-15. september 2018          | Ikke afholdt endnu. Afholdes september 2018 | -                                                  |
| Miss United Continents, Denmark 2018                                     | Simone Gadegaard Andersen   | Ecuador              | 8.-22. september 2018.         | Ikke afholdt endnu. Afholdes september 2018 | -                                                  |